# Filëvskij Park
Filëvskij Park in russo Филёвский парк? è una stazione della Linea Filëvskaja, la quarta della Metropolitana di Mosca. Fu inaugurata nel 1961 insieme all'estensione occidentale del ramo Filëvskij.
La stazione sorge presso via Minskaja; presenta due ingressi (uno dei quali aperto nel 2005 dopo il rinnovamento) che si trovano al livello superiore. Gran parte delle superfici delle mura delle banchine sono ricoperte di marmo grigio, anche se l'apparenza generale è spartana. La fermata fu disegnata da Robert Pogrebnoi e Cheremin.
Filëvskij Park è la stazione più deteriorata di quelle in superficie, a causa del cattivo tempo, delle vibrazioni e della negligenza nella manutenzione.